# كيني أورتيز
كيني أورتيز (بالإنجليزية: Kenny Ortiz)‏ هو كاتب أغاني ومنتج أسطوانات وشخصية أعمال أمريكي، ولد في 10 نوفمبر 1959.